# Rookie
Rookie – czwarty minialbum południowokoreańskiej grupy Red Velvet, wydany 1 lutego 2017 roku przez wytwórnię SM Entertainment i dystrybuowany przez KT Music. Płytę promował singel „Rookie”. Sprzedał się w nakładzie 96 347 egzemplarzy w Korei Południowej (stan na maj 2018 r.).

## Lista utworów
| CD | CD                                                                                 | CD                                                            | CD | CD                                                                                       | CD      |
| Nr | Tytuł utworu                                                                       | Tekst                                                         | Kompozycja | Aranżacja                                                                                | Długość |
| -- | ---------------------------------------------------------------------------------- | ------------------------------------------------------------- | --- | ---------------------------------------------------------------------------------------- | ------- |
| 1. | „Rookie”                                                                           | Jo Yoon-kyung                                                 | Jamil `Digi` Chammas, Leven Kali, Sara Forsberg, Karl Powell, Harrison Johnson, Russell Steedle, MZMC, Otha `Vakseen` Davis III, Tay Jasper | The Colleagues, Jamil 'Digi' Chammas                                                     | 3:17    |
| 2. | „Little Little”                                                                    | JQ Jo Min-yang (makeumine works), Park Sung-hee (Jam Factory) | Gifty Dankwah, Bruce Fielder | Gifty Dankwah, Bruce Fielder                                                             | 3:59    |
| 3. | „Happily Ever After”                                                               | Song Karat (Jam Factory)                                      | Sebastian Lundberg, Fredrik Haggstam, Johan Gustafsson, Courtney Woolsey Deez                                                               | Sebastian Lundberg, Fredrik Haggstam, Johan Gustafsson, Courtney Woolsey Deez            | 3:21    |
| 4. | „Talk to Me”                                                                       | Lee Seu-ran (Jam Factory)                                     | Kervens Mazile, Annalise Morelli, Alina Smith, Mats Ymell, Vicente Castro, Justin Matias                                                    | Kervens Mazile, Annalise Morelli, Alina Smith, Mats Ymell, Vicente Castro, Justin Matias | 3:32    |
| 5. | „Body Talk”                                                                        | Misfit, Jo Yoon-kyung                                         | Sebastian Lundberg, Fredrik Haggstam, Johan Gustafsson, Ylva.Dimberg                                                                        | Sebastian Lundberg, Fredrik Haggstam, Johan Gustafsson, Ylva.Dimberg                     | 3:39    |
| 6. | „Last Love” (kor. 마지막 사랑 (Last Love) Majimag sarang (Last Love)) (wyk. Wendy) | Lee Hyun-kyu                                                  | Park Geun-tae | Don Spike                                                                                | 4:54    |

## Notowania
| Lista                     | Pozycja |
| ------------------------- | ------- |
| Gaon Weekly Album Chart   | 1       |
| Gaon Monthly Album Chart  | 4       |
| Gaon Yearly Album Chart   | 39      |
| Five Music (Tajwan)       | 1       |
| Oricon Weekly Album Chart | 43      |
| Billboard World Albums    | 1       |
| Heatseekers Albums        | 21      |